# Wierzchowina (Kocina)
Wierzchowina – część wsi Kocina w Polsce położona w województwie świętokrzyskim, w powiecie kazimierskim, w gminie Opatowiec.
W latach 1975–1998 Wierzchowina administracyjnie należała do województwa kieleckiego.